# Los Arrieros (Teksas)
Los Arrieros je naseljeno mjesto za statističke potrebe u američkoj saveznoj državi Teksas. Prema popisu stanovništva iz 2010. u njemu je živjelo 91 stanovnika.